# Henry Gray
Henry Gray (n. 1827, Londra, Regatul Unit al Marii Britanii și Irlandei – d. 13 iunie 1861, Londra, Regatul Unit al Marii Britanii și Irlandei) a fost anatomist și chirurg englez, cunoscut mai ales pentru celebra sa lucrare Henry Gray’s Anatomy of the Human Body.